# Con trỏ (giao diện người dùng)

Các loại con trỏ thông thường.

Trong giao diện người dùng máy tính, con trỏ (tiếng Anh: mouse cursor hoặc mouse pointer) là một biểu tượng được sử dụng để hiển thị vị trí hiện tại cho tương tác người–máy trên màn hình máy tính hoặc các thiết bị hiển thị khác. Con trỏ được điều khiển bằng thiết bị điều khiển con trỏ (chuột máy tính, bàn di chuột).